# Gelidium pusillum
Espèce
Gelidium pusillum est une espèce d'algues rouges de la famille des Gelidiaceae.

## Liste des variétés et formes
Selon AlgaeBase (25 nov. 2012), Catalogue of Life (25 nov. 2012) et World Register of Marine Species (25 nov. 2012) :
- forme Gelidium pusillum f. pakistancium Afaq-Husain & Shameel, 1999
- variété Gelidium pusillum var. cylindricum W.R.Taylor, 1945
- variété Gelidium pusillum var. mucronatum P.J.L.Dangeard, 1949
- variété Gelidium pusillum var. pacificum W.R.Taylor, 1945
- variété Gelidium pusillum var. pulvinatum (C.Agardh) Feldmann, 1936
- variété Gelidium pusillum var. simplex P.J.L.Dangeard, 1949